# David Hillier
David Hillier (Blackheath, 19 december 1969) is een Engels voormalig voetballer die bij voorkeur als centrale middenvelder speelde. Hij stond van 1988 tot 1996 onder contract bij Arsenal, waarmee hij twee Engelse landstitels won in 1989 en 1991. Hillier was een jeugdproduct van Arsenal.

## Clubcarrière

### Arsenal
Hillier stroomde in 1988 door vanuit de jeugd van Arsenal, in de jeugd won hij als aanvoerder de FA Youth Cup. In 1984 had hij zich aangesloten bij de jeugdacademie van The Gunners, waarna hij zijn kans kreeg onder manager George Graham. Hillier debuteerde evenwel pas in het eerste elftal op 25 september 1990, een League Cup-confrontatie met Chester City.
Hillier was wat men noemt een rotatiespeler en dus geen vaste waarde. In zijn latere seizoenen was de rotatie sterk verminderd, werd hij steeds vaker gepasseerd of werd hij zelden opgenomen in de wedstrijdselectie. Hillier speelde 143 competitiewedstrijden, waarvan 61 wedstrijden in de Premier League vanaf 1992. In totaal scoorde hij twee keer voor de club, één keer in de First Division en één keer in de Premier League. Hillier pakte voorts een dubbel met de club in 1993, met winst van de League Cup en de FA Cup. In beide finales versloeg Arsenal Sheffield Wednesday. Hillier volgde in de hiërarchie achter de Deen John Jensen. Later paste hij niet in Arsène Wengers plannen.

### Portsmouth
Hillier verliet Arsenal voor Portsmouth gedurende het seizoen 1996/1997, omdat het niet klikte met Wenger. Portsmouth betaalde £ 2.500.000 aan Arsenal voor zijn diensten en Hillier verzekerde zich in geen tijd van een basisplaats op Fratton Park. In tweeënhalf seizoenen speelde hij 64 competitiewedstrijden voor de tweedeklasser, waarin hij vier keer raak trof.

### Latere carrière
Hillier verhuisde naar Bristol Rovers, dat hem daarvoor al een half seizoen huurde van Portsmouth, in 1999. Na drie seizoenen te hebben doorgebracht bij Bristol Rovers, sloot Hillier zijn loopbaan af bij derdeklasser Barnet, uitkomend in de Second Division.

## Erelijst
Arsenal FC
- Football League First Division

1989, 1991
- FA Cup

1993
- League Cup

1993
- UEFA Beker voor Bekerwinnaars

1994